# NGC 6763
NGC 6763 је лентикуларна галаксија у сазвежђу Змај која се налази на NGC листи објеката дубоког неба.
Деклинација објекта је + 63° 56' 3" а ректасцензија 19h 5m 37,0s. Привидна величина (магнитуда) објекта NGC 6763 износи 13,4 а фотографска магнитуда 14,3. NGC 6763 је још познат и под ознакама NGC 6762, UGC 11405, CGCG 323-9, PGC 62757.